# Ecbolemia
Ecbolemia is een geslacht van vlinders van de familie uilen (Noctuidae), uit de onderfamilie Hadeninae.

## Soorten
- E. misella Püngeler, 1907
- E. parca Sukhareva, 1976
- E. singalesia Hampson, 1918